# Boerekreek

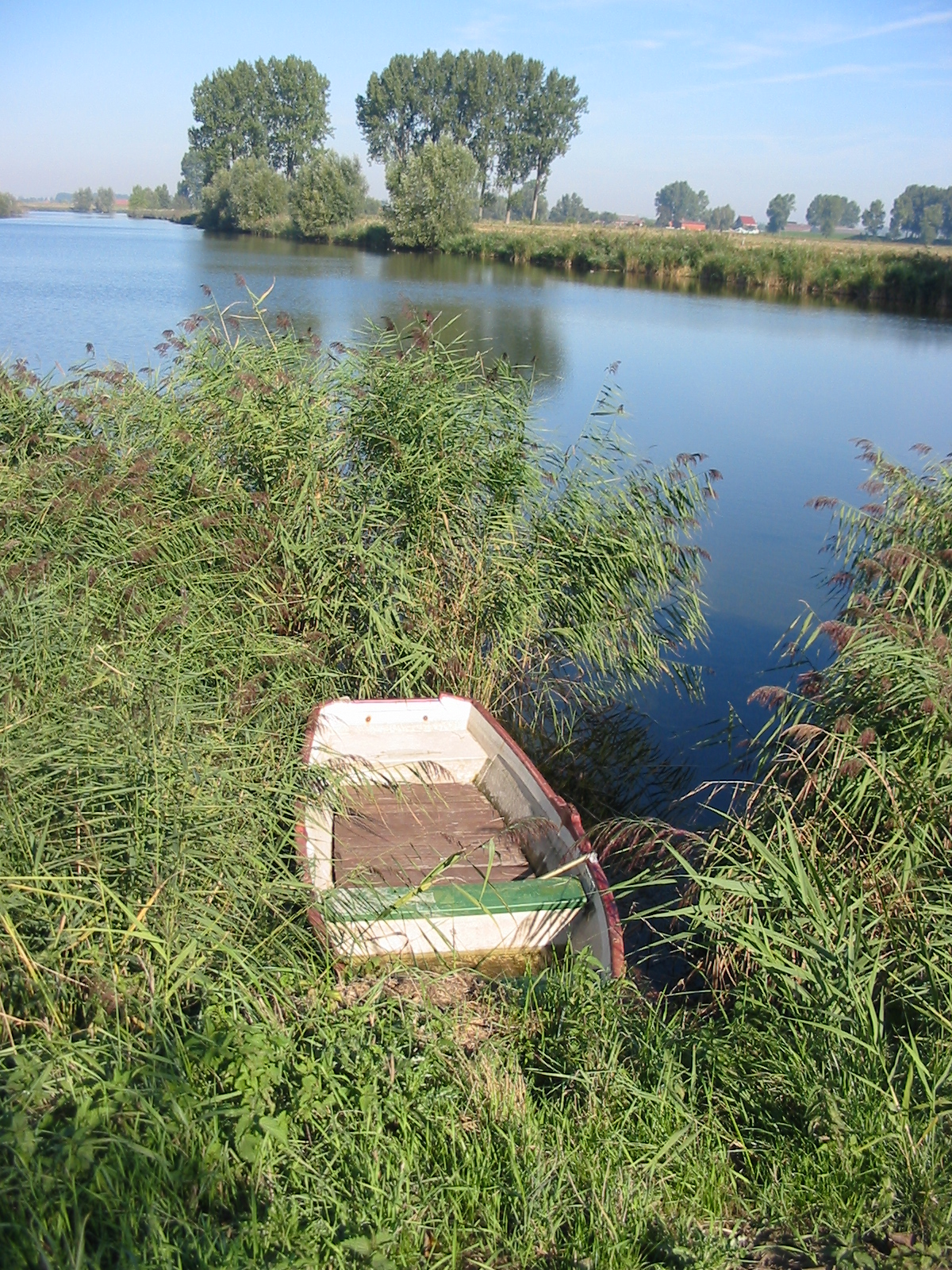
Zicht van de Boerekreek

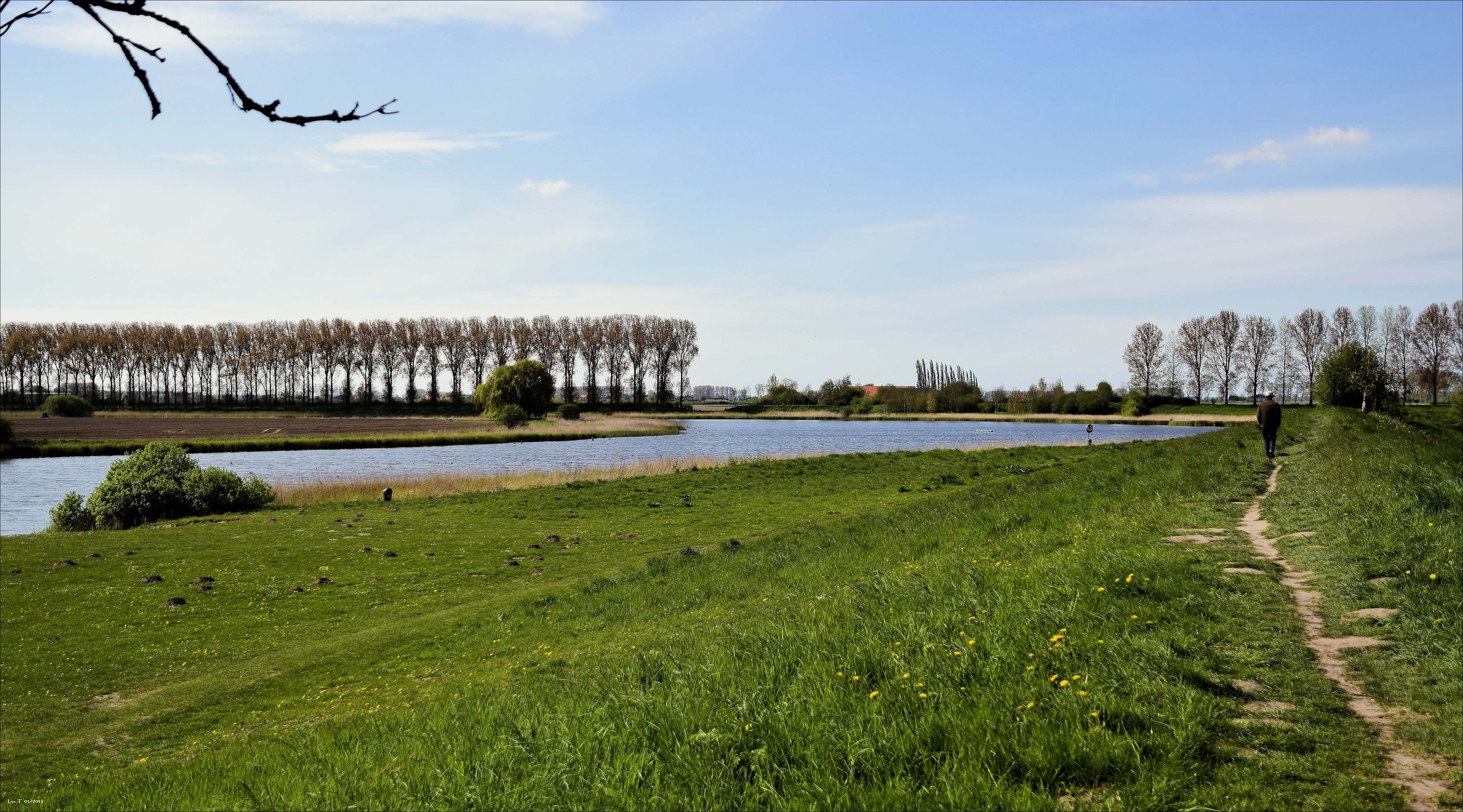
Zicht van uit het sportcentrum

De Boerekreek is de grootste (39 ha) kreek van het Meetjesland (Meetjeslands krekengebied). Bij haar ontstaan in de zestiende eeuw werd ze de Grote Geule genoemd. Ze heeft een zeer grillige vorm en nadert dicht het centrum van Sint-Jan-in-Eremo. Ze is slechts door een landbouwweg gescheiden van de Mazurekreek.
Een gedeelte ervan is natuurreservaat en wordt beheerd door Natuurpunt. Een ander deel, dicht bij het centrum van Sint-Jan-in-Eremo, wordt vanaf 1999 door de provincie uitgebaat als sportcentrum. Dit deel werd daarvoor vanaf 1970 uitgebaat door Bloso. Het gebied is Europees beschermd als onderdeel van Natura 2000-gebied 'Polders' (BE2500002).
In 2008 werd de nieuwbouw aan Sint-Jansstraat 132 voltooid. Sindsdien worden de sportkampen/lessen vanaf deze locatie georganiseerd.